# Ekova Electron 12
Ekova Electron 12 je nízkopodlažní elektrobus vyráběný v letech 2015–2018 českou firmou Ekova Electric. Byl z něj odvozen trolejbus Ekova Electron 12T.

## Konstrukce
Ekova Electron 12 je dvounápravový třídveřový elektrobus o délce 12 metrů. Má dojezd až 140 km na jedno nabití (100 km se zapnutým elektrickým vytápěním), novější autobusy jsou pak vybaveny dobíjením OppCharge, neboli ultra rychlým nabíjením. Zatím jedinou (k roku 2020) stanici na dobíjení dodala taktéž Ekova Electric. Umožňuje autobusům jezdit v cyklu desetiminutového nabíjení a následně (standardně) 30kilometrové jízdy (maximum je 40 km). Vozy disponují pěti sadami trakčních akumulátorů, přičemž každá z nich má výkon 37,5 kW a kapacitu 60 Ah. Na celkové dobití elektrobusu klasickou nabíječkou je potřeba 5 hodin. Elektrobus disponuje klimatizací jak pro řidiče, tak pro cestující.

## Historie

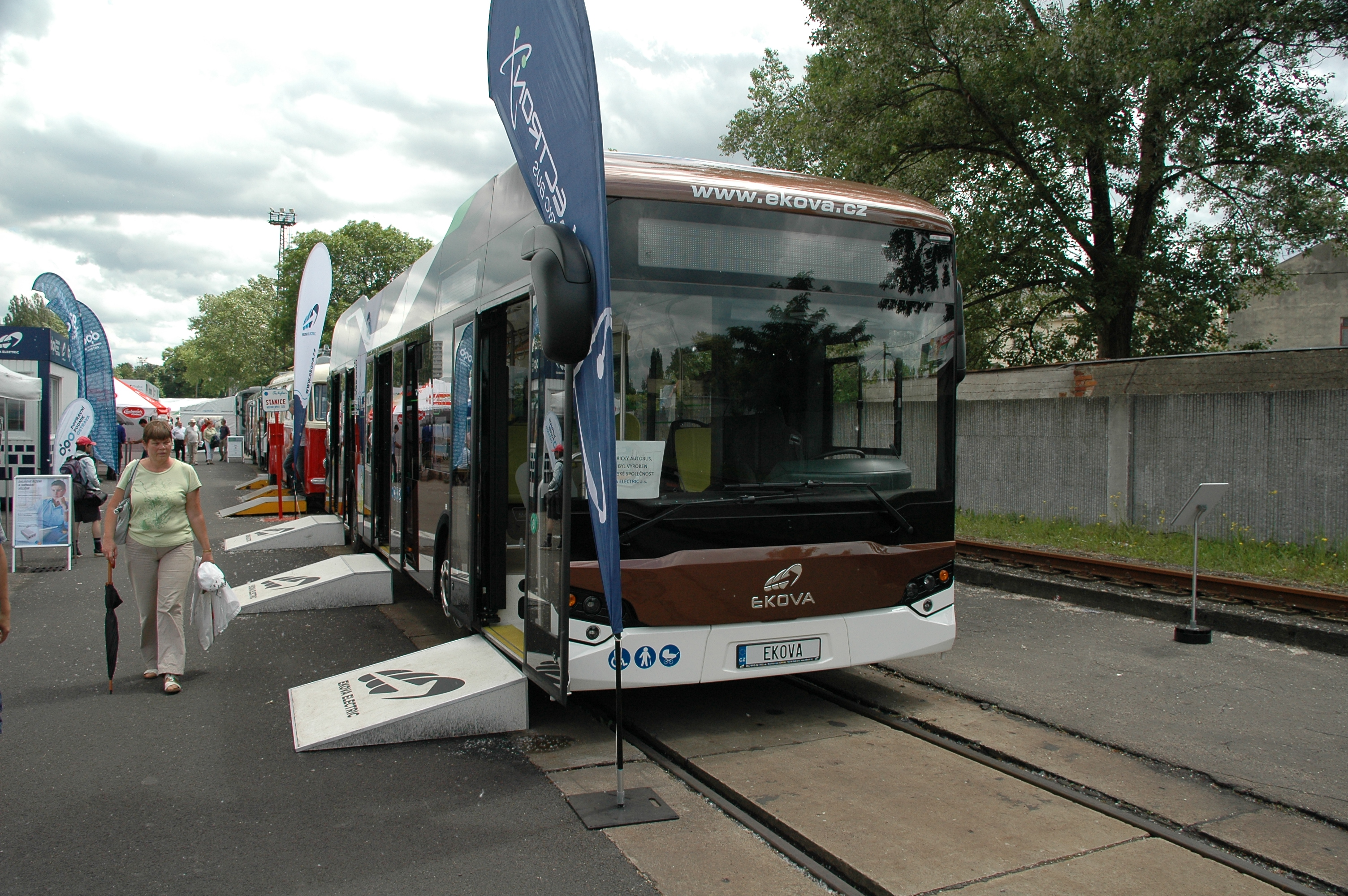
Ekova Electron 12 na veletrhu Czech Raildays 2016

V roce 2011, kdy vznikla Ekova jako samostatný podnik vydělením ze své mateřské společnosti Dopravní podnik Ostrava (DPO), se firma chtěla zabývat výrobou svých vlastních autobusů. Roku 2014 odkoupila dokumentaci od třebíčské firmy Tedom, v roce 2015 pak představila svůj druhý prototyp v belgickém Kortrijku na veletrhu Busworld. Ten byl poté vystaven před ostravskou Novou radnicí. První prototyp byl dokončen o měsíc později. Na začátku roku 2017 dostala Ekova možnost zkušebních jízd na ostravské lince 38, na kterou DPO obyčejně vypravuje elektrobusy SOR EBN 10,5. Tím vznikla možnost porovnat za stejných podmínek Electron 12 s elektrobusy od SORu. V roce 2017 vyhlásil DP Ostrava soutěž na dva elektrobusy s ultra rychlou dobíjecí stanicí na linku 64, která vede z terminálu Svinov, mosty (kde měla být dobíjecí stanice) do klimkovických Sanatorií. Po první neúspěšné soutěži vypsal druhou, kterou nakonec Ekova vyhrála. Výrobce mezitím ke konci roku 2017 podal DPO nabídku na odkoupení prvního prototypu, kterou dopravce přijal a v červnu roku 2018 autobus převzal. V říjnu téhož roku Ekova předala dopravnímu podniku oba dva vysoutěžené autobusy spolu s dobíjecí stanicí.
Elektrobusy pro německé a švédské dopravce byly vyrobeny s použitím karoserie Electronu ve spolupráci se zahraničními firmami, které byly finálním dodavatelem. Pro švédské město Umeå se jednalo o řadu HAW gen2 od společnosti Hybricon, která poskytla elektrobusovou technologii. V roce 2016 bylo s karoserií Electronu postaveno pro Umeu pět dvanáctimetrových vozů HAW 12 LE a dva článkové osmnáctimetrové vozy HAW 18 LE.

## Dodávky
| Stát  | Město/dopravce | Článek | Typ         | Roky dodávek | Počet vozů | Evidenční čísla při dodání | Poznámky    | Zdroj |
| ----- | -------------- | ------ | ----------- | ------------ | ---------- | -------------------------- | ----------- | ----- |
| Česko | Ostrava        | článek | Electron 12 | 2018         | 2          | 5005–5006                  |             | [ 4 ] |
| Česko | Ostrava        | článek | Electron 12 | 2018         | 1          | 5007                       | 1. prototyp | [ 4 ] |
| Česko | Ekova Electric | —      | Electron 12 | 2015         | 1          | EBB2                       | 2. prototyp | [ 5 ] |